# 神奈川県災害医療拠点病院
神奈川県災害医療拠点病院（かながわけんさいがいいりょうきょてんびょういん）とは、神奈川県における病院などの後方医療機関として、地域の医療機関を支援する機能を有する病院のことである。重症・重篤な傷病者を受け入れるなど、災害時の医療救護活動において中心的な役割を担う病院として位置づけられている。
なお、日本ではこのような病院を一般に災害拠点病院と呼ぶが、神奈川県においては災害医療拠点病院と呼称される。

## 機能
1. 救命医療を行うための高度診療機能
2. 被災地からの重症傷病者の受け入れ機能
3. 傷病者の広域後方搬送への対応機能
4. 医療救護班の派遣機能
5. 地域医療機関への応急用医療資機材の貸し出し機能

## 神奈川県内の災害拠点病院の一覧
（33の病院　総病床数18,295床）

### 川崎市北部保健医療圏
- 聖マリアンナ医科大学病院（川崎市宮前区）
- 帝京大学医学部附属溝口病院（川崎市高津区）
- 川崎市立多摩病院（川崎市多摩区）

### 川崎市南部保健医療圏
- 川崎市立川崎病院（川崎市川崎区）
- 川崎市立井田病院（川崎市中原区）
- 独立行政法人労働者健康保健福祉機構関東労災病院（川崎市中原区）
- 日本医科大学武蔵小杉病院（川崎市中原区）

### 横浜市北部保健医療圏
- 昭和医科大学藤が丘病院（横浜市青葉区）
- 独立行政法人 労働者健康保健福祉機構横浜労災病院（横浜市港北区）
- 昭和医科大学横浜市北部病院（横浜市都筑区）
- 済生会横浜市東部病院（横浜市鶴見区）

### 横浜市西部保健医療圏
- 聖マリアンナ医科大学横浜市西部病院（横浜市旭区）
- けいゆう病院（横浜市西区）
- 横浜市立市民病院（横浜市神奈川区）
- 国立病院機構横浜医療センター（横浜市戸塚区）

### 横浜市南部保健医療圏
- 公立大学法人横浜市立大学附属市民総合医療センター（横浜市南区）
- 済生会横浜市南部病院（横浜市港南区）
- 公立大学法人横浜市立大学附属病院（横浜市金沢区）
- 国家公務員共済組合連合会横浜南共済病院（横浜市金沢区）
- 横浜市立みなと赤十字病院（横浜市中区）

### 横須賀・三浦保健医療圏
- 国家公務員共済組合連合会横須賀共済病院（横須賀市）
- 横須賀市立市民病院（横須賀市）

### 湘南東部保健医療圏
- 藤沢市民病院（藤沢市）
- 茅ヶ崎市立病院（茅ヶ崎市）

### 湘南西部保健医療圏
- 東海大学医学部付属病院（伊勢原市）　神奈川県内でのドクター・ヘリの運用病院
- 平塚市民病院（平塚市）
- 秦野赤十字病院（秦野市）

### 県央保健医療圏
- 厚木市立病院（厚木市）
- 大和市立病院（大和市）

### 相模原保健医療圏
- 北里大学病院（相模原市南区）
- 相模原協同病院（相模原市緑区）
- 相模原赤十字病院（相模原市緑区）

### 県西保健医療圏
- 神奈川県立足柄上病院（足柄上郡松田町）
- 小田原市立病院（小田原市）